# Förbränningsmotor
En förbränningsmotor är en motor där ett bränsle reagerar med en oxidator, oftast luft, och kemisk energi omvandlas till mekanisk energi.
Motorer med en extern förbränning, ångmaskin, ångturbin, Stirlingmotor etcetera, räknas ej som förbränningsmotorer utan gastrycksmotorer. Den termodynamiska grunden är Carnots teori rörande kretsprocesser, förändringen av gasers tillstånd där start och sluttillstånd är lika. Detta betyder att arbetet är teoretiskt skillnaden mellan tillförd och bortförd energi. Tillförd energi som kan användas benämns verkningsgrad, vilket aldrig kan vara 100 %. 

Animerad fyrtakts Ottomotor.
Cykler:
1. Inloppstakt (luft och bränsle tillförs från höger)
2. Kompressionstakt (bränsleluftblandningen upphettas)
3. Förbränningstakt (Ett tändstift antänder bränsleluft blandningen)
4. Avgastakt (Avgaserna pressas ut till vänster)

## Historik
Förhistorien för förbränningsmotorerna går långt tillbaka. Redan Denis Papin och Christiaan Huygens gjorde experiment med förbränningsmotorer, men deras experiment ledde ingenvart. Maskintekniken på tiden klarade inte av att åstadkomma tillfredsställande tätning mellan cylinder och kolv. John Barber tog 1791 patent på en turbin som drevs av en exploderande gasblanding. Robert Street använde en ångmaskin av James Watt som förebild för att konstruera en gasmotor i vilken gasen exploderade bakom en cylinder. Med utgångspunkt från Streets maskin utvecklades ett flertal liknande, som alla arbetade utan kompression av gasen. En av de mera framgångsrika var Eugenio Barsanti och Felice Matteuccis från 1854, där den explosiva gasen leddes in under kolven på en lodrätt cylinder. Även Étienne Lenoirs 1860 konstruerade motor driven av lysgas var av denna konstruktion. Motorn utvecklade endast någon eller några få hästkrafter och hade en verkningsgrad på 3 %. Trots det var det den första någorlunda funktionella motorn och den tillverkades i stort antal i både Frankrike, Tyskland och Storbritannien. 1865 hade omkring 300 motorer av den här typen tillverkats i Frankrike. Nicolaus Otto och Eugen Langen patenterade 1867 en motor som trots att den utifrån sin generella utformning inte var bättre än Étienne Lenoirs hade den en bättre gasekonomi genom att förbättra expansionsförhållandet genom motorns insug. Efter att ha arbetat med att förbättra sin motor presenterades 1877 den förbättrade ottomotorn som arbetade efter fyrtaktsprincipen, och kom att bli ett viktigt steg för förbränningsmotorns fortsatta utveckling. När fyrtaktsprincipen skulle patenteras visade det sig att Alphonse Beau de Rochas redan 1862 presenterat grundprincipen för en fyrtaktsmotor i en avhandling, och att hovurmakaren Chr. Reithmann redan 1873 konstruerat en fyrtaktsmotor utan att presentera sina resultat. Nicolaus Otto skall själv ha byggt en fyrtaktsmotor 1861, men avbrutit försöken med typen då den inte fungerade tillfredsställande. Samtidigt började många att försöka gå över från gaser till vätskor som bränslen. Österrikaren Hock var den förste som 1873 konstruerade en insprutningsmekanism för "gasolja" som han monterade på en motor av Lenoirs konstruktion. Amerikanen George Brayton konstruerade 1874 en vekförgasare för lätt fotogen, och Gottlieb Daimler försåg 1883 sin nytillverkade fyrtaktsmotor med en primitiv ytförgasare. Daimlers medarbetare Wilhelm Maybach uppfann under 1883 den flottörreglerade munstycksförgasaren som sedan kom att bli urtypen för de som senare kom att användas i bilmotorer. Den första tvåtaktsmotorn med kompression skall ha konstruerats av George Brayton 1875, men den första kommersiellt framgångsrika konstruerades av skotten Dugald Clerk 1879. Carl Benz konstruerade 1884 en ventilstyrd tvåtaktsmotor med ventilstyrd vevhusspolning, vilken 1891 av den brittiska firman Day & Sons omkonstruerades i en ventilfri form som kom att i grunden bli bestående länge.

## Typer
- - Kolvmotorer. Utvecklar mekanisk energi i en roterande axel. Kan arbeta efter två processer oberoende av varandra:
    - Dels tvåtaktsmotor eller fyrtaktsmotor och
    - dels ottomotor med tändstift eller dieselmotor med självantändning av bränslet.

  - Rotationskolvmotor eller wankelmotor. Liknar en kolvmotor.
  - Gasturbin. Utvecklar mekanisk energi i en roterande axel. Om axeln driver en propeller kallas det turbopropmotor. Förbränningen sker kontinuerligt i en brännkammare matad med komprimerad luft.

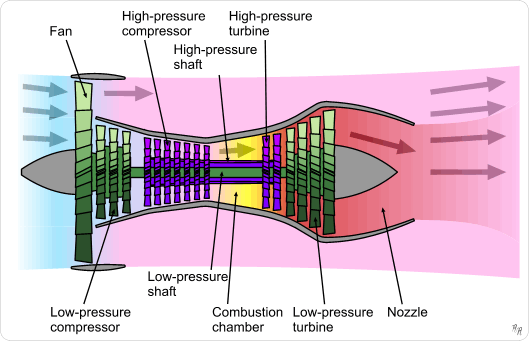
Jetmotor. Från vänster: Luftintag, fläkt, lågtryckskompressor, högtryckskompressor, brännkammare, högtrycksturbin, lågtrycksturbin; dysa

- - Jetmotorn – en reaktionsmotor för direkt drift av flygplan via impulsen från utströmmande avgaser. Vanligen avses utförandet som gasturbin med turbokompressor för förbränningsluften.
  - Ramjetmotorn – en reaktionsmotor med en dysa där anströmmande luft ("fartvinden") komprimeras direkt – något som kräver flyghastigheter över mach 0,75–1 för att börja fungera.
  - Raketmotorn är en speciell form av reaktionsmotor där såväl bränsle som oxidationsmedel medföres varvid således luft ej behöver vare sig tillsättas utifrån varvid kompressorn kan undvaras. Bränslet och oxidationsmedlet kan utgöras av en blandning av fasta ämnen, exempelvis svartkrut, och motorn benämnes då fastbränsleraketmotor till skillnad mot konstruktioner med flytande bränsle och oxidationsmedel. Även blandformer är tänkbara men har ej rönt praktiskt intresse.

## Förbränningsprocessen
Förbränning innebär att:
- Ett bränsle och ett oxideringsmedel reagerar kemiskt med varandra i en koncentrationsstyrd process (eld) varvid värme utvecklas.
- Värmeutvecklingen innebär att avgasernas tryck och volym ökar. Härvid gäller (approximativt) den allmänna gaslagen {\displaystyle pV=nRT} där
  - p = gasens tryck (i N m−2)
  - V = gasens volym (i m3)
  - n = substansmängd eller molantal (i mol)
  - R = gaskonstanten  (8,3145 J mol−1 K−1)
  - T = absoluta temperaturen (i Kelvin).
- Hos explosionsmotorer, där effektiviteten varierar delvis beroende på bränsle/luftblandning, får förbränningen gärna vara stökiometrisk det vill säga mängderna av bränsle och luft är perfekt avpassade för fullständig förbränning, vanligen 14:1 - 14 delar luft, en del bränsle. Där nås både högst effekt och minsta möjliga mängd skadliga avgaser. I vissa fall kan viss effektökning erhålls dock vid måttlig understökiometrisk (fet) blandning och bäst bränsleekonomi vid överstökiometrisk (mager) förbränning. Både fet och mager blandning medför dock ökade mängder skadliga avgaser. Hos dieselmotorer är förbränningen bara undantagsvis annat än överstökiometrisk i och med att effekten styrs via bränslemängden.

Den kemiska reaktionen beror på bränsle + syre + värme.
2 C8H18 + 25 O2 ⇒ 18 H2O + 16 CO2 + energi. 
Denna reaktion sker i flera steg:
1. En bindning mellan två kolatomer bryts. Detta sker då de har en svagare bindning jämfört med bindningen mellan kol- och väteatomer. De två kolväten som blir resultat är båda radikaler.
2. Fortsatt nedbrytning av kolväten genom att kol-väte-bindningar bryts. Detta leder till att fria väteatomer bildas.
3. Väteatomerna reagerar med syrgas, radikaler bildas.
4. Radikaler reagerar med kolväten som fortsätter brytas ner samtidigt som nya radikaler bildas.
5. Steg 2 återupprepas.
6. Kolväten reagerar med syre vilket leder till att de fortsätter brytas ner samtidigt som formyl och formaldehyd bildas.
7. Oxidering av mindre föreningar som metylradikaler och formaldehyd.
8. Kolmonoxid oxideras.
Flödesdynamiken är viktig för förbränningen. Hög turbulens eftersträvas så att bränslet blandas väl med syret och därigenom reaktionerna går snabbare.
Verkningsgraden beror mycket på vilken typ av motor det gäller. Se processcykler nedan. Kolvmotorer har helt andra förhållanden än en gasturbin eller raketmotor. Se respektive artiklar.
Tändtemperatur. Tändtemperatur är den temperatur, vid vilken bränslet självantänds (reagerar med syret). Den är olika för varje kolväteblandning. Man kvantifierar tändtemperaturen med oktantalet. När bränslet komprimeras ovanför en kolv i en cylinder så stiger temperaturen enligt allmänna gaslagen. Verkningsgraden ökar ju närmare man ligger tändtemperaturen när kompressionsmaximum nås. Men om tändtemperaturen uppnås innan kompressionen har nått sitt maximum så uppstår ett häftigt övertryck som kan skada motorn. I kolvmotorn sker en deformering av vevaxel / cylindervägg kallad knackning. Det är viktigt att ha sensorer som känner av om oktantalet är för lågt, så att tändläget och bränslemängden kan justeras. Vid direktinsprutning av bränslet i cylindern kringgår man problemet genom att styra antändningen till när insprutningen sker. Man kan då ha högre kompression och därmed högre verkningsgrad. Så fungerar dieselmotorer och sedan 2010-talet allt fler ottomotorer. Fördelen med direktinsprutning är ngt lägre bränsleförbrukning & högre effektivitet, nackdelen är skadliga avgaspartiklar (därav lagstadgade partikelfilter).
Ekvivalenskvot (Φ) används i samband med beräkningar av förbränning. Förbränning innebär att ett bränsle, till exempel bensin, reagerar med syret i luften. I en motor sprutar man in en blandning av bensin och luft, och ekvivalenskvoten anger om det är lagom mycket luft i blandningen så att syret räcker till all bensinen (Φ=1) eller för mycket bensin (Φ>1) eller för mycket luft (Φ<1).
Ekvivalenskvoten Φ definieras som:
Φ=(bränsle/luft)verklig/(bränsle/luft)stökiometrisk
där
(bränsle/luft)verklig är den verkliga bränsle-luft-blandningen och (bränsle/luft)stökiometrisk är det förhållande som råder vid stökiometrisk förbränning.  Stökiometrisk förbränning innebär att reaktionen "går jämnt upp", så att det varken blir bränsle eller syre över.

## Bränslen
- Petroleumbränslen. Vid fraktionerad destillation kan man främst skilja på sex fraktioner (tabelen ungefärlig):

| Fraktion          | Antal kolatomer i kolväte | kokpunkts- intervall (°C) | Användningsområde                                                                                   |
| ----------------- | ------------------------- | ------------------------- | --------------------------------------------------------------------------------------------------- |
| Gaser             | 1–4                       | <50                       | naturgas, gasol till ottomotorer och gasturbiner                                                    |
| Råbensin          | 5–10                      | 50–200                    | bensin till Ottomotorer                                                                             |
| Råfotogen         | 11–18                     | 175–250                   | Jetmotorbränsle, fotogen tidigare till ottomotorer                                                  |
| Brännoljor        | >15                       | 250–300                   | dieselolja till dieselmotorer Krackning: framställning av bland annat bensin och mindre kolväten    |
| Smörjoljor        | >16                       | 300–370                   | Smörjoljor och smörjfetter Paraffin, vaselin Krackning: framställning av bensin och mindre kolväten |
| Destillationsrest | –                         | >370                      | Tjockolja till stora katedraldieslar i fartyg                                                       |

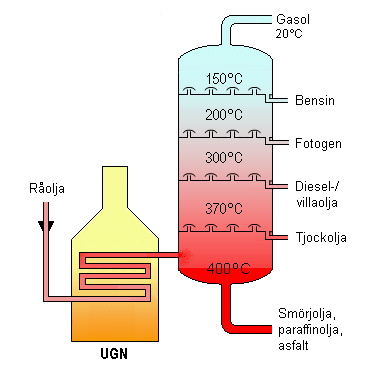
En schematisk bild av destillationsprocessen

- Biobränslen. Förnybara/klimatvänliga.
  - Gengas (koloxid, väte och metan) framställd ur ved eller träkol under andra världskriget. För ottomotorer och för så kallad blandgasdrift av dieselmotorer. Kan även användas för drift av gasturbiner.
  - Biogas (huvudsakligen metan) framställd genom rötning av biologiskt avfall. För gasturbiner och ottomotorer. Metanol kan även framställas ur skogsråvaror.
  - Etanol (C2H5OH) framställd från sockerarter. För ottomotorer och dieselmotorer.
  - Biodiesel framställd ur växtoljor till exempel palmolja, tallolja och rapsolja. För dieselmotorer.
  - Biojet framställd ur växtoljor. Test med jetflyg under 2009.
- Raketbränslen
  - Flytande väte.
  - Hydrazin. (N2H4). Kräver inget oxidationsmedel.
  - Krut. Används i fyrverkerier.

## Oxidationsmedel
- Luft innehåller syrgas och används i alla förbränningsmotorer som ska arbeta i atmosfären. Moderna ottomotorer är försedda med sensorer som mäter atmosfärstrycket och möjliggör justeringar i motorstyrningen. Mängden syrgas kan ökas om luften överladdas med en kompressor eller en avgasturbo och ännu mer om den komprimerade och därmed värmda luften kyls ned i en laddluftkylare.
- Flytande syre används bland annat i raketmotorer där det först pumpas genom den heta dysan för att kyla denna och därefter in i brännkammaren tillsammans med flytande väte.
- Nitrometan (CH3NO2) blandas in i bensinen för vissa racermotorer för att öka effekten.
- Lustgas (N2O) används för att ge kortvariga effektökningar i ottomotorer.

## Processcykler
Förbränningsmotorer utnyttjar olika processcykler.

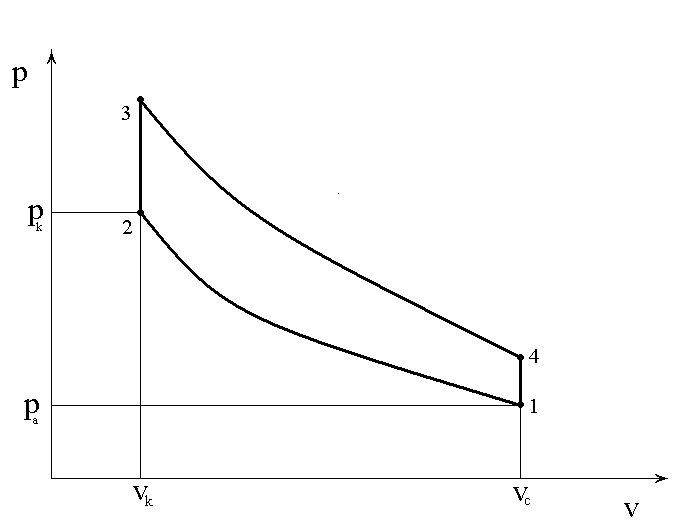
Idealt tryck/volym-diagram för en tvåtakts Ottomotor

Idealt tryck/volym-diagram för en 4-takts dieselmotor. De fyra cyklerna är numrerade och går medurs.

Tvåtaktscykel. Detta system både tömmer och fyller cylindern i ena takten och ger mekanisk energi i andra takten. I en ottomotor sker antändningen med ett tändstift, och i en dieselmotor genom kompressionsvärmen. Stora tvåtakts fartygsdieslar har även en topplocksventil för avgaserna.

Idealt tryck/volym-diagram en 4-takts ottomotor. Visar tillförd förbränningsvärme Qp och avgående avgaser Qo. Explosionstakten utgör den övre kurvan och kompressionstakten den undre kurvan

Fyrtaktscykel med ottomotor. Var sin takt åtgår för insug och avgasning. En för kompression. En takt är explosionstakten där förbränningen sker snabbt utan större volymförändring men hög tryckökning. Fyrtaktsmotorn är allmänt tystare, effektivare men större än motsvarande 2-taktsmotor.
Fyrtaktscykel med dieselmotor. Kompressionen är så hög att luftens temperatur överskrider bränslets flampunkt. Dieseloljan insprutas direkt i cylindern samtidigt som kolven går nedåt. Volymen ökar.
Sextaktscykel. Avgaserna i fyrtaktsmotorn utnyttjas till att skapa ånga som dels kyler motorn och dels ger en extra arbetstakt.

Gasturbin med tryck/volym-diagram. Luften komprimeras och upphettas, bränslet avger ytterligare värme i brännkammaren och utloppshastigheten ökar med stor impulsverkan på turbinen.

Gasturbin. Liknar en ångturbin med gemensam axel för kompressor och turbin. Kan även vara två koncentriska axlar för högtrycksdelarna respektive lågtrycksdelarna. Gasturbincykeln är en kontinuerlig process där kompression, förbränning och kraftutveckling sker på olika ställen i motorn. Förbränningen sker vid konstant tryck och ej vid konstant volym som vid ottomotorn. Annars skulle kompressorn få för högt mottryck.